# Bat cohen
 (décembre 2023).
Si vous disposez d'ouvrages ou d'articles de référence ou si vous connaissez des sites web de qualité traitant du thème abordé ici, merci de compléter l'article en donnant les références utiles à sa vérifiabilité et en les liant à la section « Notes et références ».
Une bat cohen (hébreu : בת כהן) est une fille d’un prêtre du dieu d’Israël. La Bible fait état des droits et devoirs qui lui sont particuliers en tant que telle. Les rabbins la créditent d’un plus haut degré de sainteté du fait de son parentage, ce qui justifie certaines exemptions et des restrictions en matière de mariage.